# William Pottker
William de Oliveira Pottker, genannt William Pottker, (* 22. Dezember 1993 in Florianópolis) ist ein brasilianischer Fußballspieler. Der Rechtsfüßer wird vorwiegend als Mittelstürmer eingesetzt.

## Karriere
William Pottker startete seine Laufbahn im Nachwuchsbereich des Figueirense FC. Sein Debüt in der obersten brasilianischen Liga hatte er am 8. September 2011, als er im Spiel gegen Atlético Goianiense in der 85. Minute für Somália eingewechselt wurde. Dieses war sein einziger Einsatz in der Série A 2011. Danach folgten erst in der Série A 2012 sechs weitere Einsätze.
In 2013 wurde William Pottker an verschiedene Klubs ausgeliehen. Zunächst an Gandsassar Kapan nach Armenien und im selben Jahr noch nach Japan an Ventforet Kofu. Mit dem Klub bestritt er am 7. September ein Spiel in der zweiten Runde des Kaiserpokals. Gegen Fukushima United FC wurde er in der 72. Minute für Masaru Matsuhashi eingewechselt und erzielte in der Nachspielzeit der zweiten Hälfte das einzige Tor der Partie. 2014 folgenden eine weitere Ausleihe an Red Bull Brasil und noch ein Einsatz für Figueirense in der Série A.
Pottker begann das Jahr 2015 zunächst auf Leihbasis bei CA Linense. Mit diesem trat er in der Staatsmeisterschaft von São Paulo an. Danach ging er zurück zu Figueirense, spielte einmal im Copa do Brasil mit, um dann wieder ausgeliehen zu werden. Seine Reise ging nach Portugal zur zweiten Mannschaft von Sporting Braga. Mit diesem bestritt er zehn Spiele in der Segunda Liga. Sein erstes Spiel der LigaPro 2015/16 betritt er am 15. August 2015 gegen den Gil Vicente FC. In dem Spiel wurde Pottker in der 58. Minute für Piqueti eingewechselt. In dem Spiel erzielte er in der 77. Minute auch sein einziges Tor für den Klub. Zur Winterpause kehrte Pottker zurück nach Brasilien. Hier spielte er zunächst wieder als Leihe bei Linense in der Staatsmeisterschaft. Zu Beginn der Ligasaison erhielt er von AA Ponte Preta einen neuen Vertrag. Das Jahr spielte er mit Ponte Preta in der Série A.
Nach dem Ende der Staatsmeisterschaft von São Paulo 2017 wurde Pottker an den SC Internacional verkauft. Die Ablösesumme betrug 6,5 Millionen Real. Bestandteil des Wechsels war auch die Leihe für 2017 von Fernando Bob an Ponte Preta. Der Kontrakt bei Internacional erhielt eine Laufzeit über vier Jahre. Im Oktober 2020 wechselte Pottker in die Série B 2020 zum Cruzeiro EC. Der Kontrakt erhielt eine Laufzeit über vier Jahre. Ende Juni gab der Klub seine Leihe nach Dubai an al-Wasl bekannt. Die Leihe wurde befristet bis zum Ende der Saison 2021/22. Im Anschluss kehrte er nach Brasilien zurück und spielte 2022 noch als Leihgabe für den Avaí FC in der Série A 2022. Auch für die Saison 2023 spielte Pottker keine Rolle in der Kaderplanung von Cruzeiro und wurde an den Coritiba FC ausgeliehen. Die Leihe wurde bis Jahresende 2023 befristet und vorzeitig beendet.
Anfang Juli 2023 ging Pottker zurück zu Avaí, welcher ihn fest von Cruzeiro übernahm.

## Auszeichnungen
Ponte Preta
- Torschützenkönig der brasilianischen Série A: 2016 (14 Tore)
- Torschützenkönig der Staatsmeisterschaft von São Paulo: 2017 (9 Tore)
- Prêmio Craque do Brasileirão: 2016